# 井高野 (大阪市)
井高野（いたかの）は、大阪府大阪市東淀川区にある町名。現行行政地名は井高野一丁目から井高野四丁目。

## 地理
大阪市最北端の町である。東淀川区の北東部に位置し、南は北江口、東は摂津市、安威川を挟んで北と西は吹田市と接している。

### 河川
- 安威川

## 世帯数と人口
2019年（平成31年）3月31日現在の世帯数と人口は以下の通りである。
| 丁目         | 世帯数    | 人口     |
| ------------ | --------- | -------- |
| 井高野一丁目 | 1,378世帯 | 2,784人  |
| 井高野二丁目 | 1,116世帯 | 1,959人  |
| 井高野三丁目 | 1,897世帯 | 4,301人  |
| 井高野四丁目 | 797世帯   | 1,419人  |
| 計           | 5,188世帯 | 10,463人 |

### 人口の変遷
国勢調査による人口の推移。
| 1995年（平成7年）  | 11,486人 | [ 5 ] |  |
| 2000年（平成12年） | 11,881人 | [ 6 ] |  |
| 2005年（平成17年） | 11,530人 | [ 7 ] |  |
| 2010年（平成22年） | 11,101人 | [ 8 ] |  |
| 2015年（平成27年） | 10,952人 | [ 9 ] |  |

### 世帯数の変遷
国勢調査による世帯数の推移。
| 1995年（平成7年）  | 4,167世帯 | [ 5 ] |  |
| 2000年（平成12年） | 4,432世帯 | [ 6 ] |  |
| 2005年（平成17年） | 4,598世帯 | [ 7 ] |  |
| 2010年（平成22年） | 4,611世帯 | [ 8 ] |  |
| 2015年（平成27年） | 4,647世帯 | [ 9 ] |  |

## 事業所
2016年（平成28年）現在の経済センサス調査による事業所数と従業員数は以下の通りである。
| 丁目         | 事業所数  | 従業員数 |
| ------------ | --------- | -------- |
| 井高野一丁目 | 27事業所  | 132人    |
| 井高野二丁目 | 38事業所  | 367人    |
| 井高野三丁目 | 36事業所  | 402人    |
| 井高野四丁目 | 27事業所  | 360人    |
| 計           | 128事業所 | 1,261人  |

## 交通
最寄り駅は井高野駅（Osaka Metro今里筋線）であるが、町内に鉄道駅は存在しない。
井高野駅は南接する北江口に所在している。

## 施設
- 大阪市立井高野中学校
- 大阪市立東井高野小学校
- 大阪市立井高野小学校
- 東淀川警察署 井高野交番
- 東淀川井高野郵便局
- 関西みらい銀行 井高野支店
- マルヤス 井高野店
- イズミヤ まるとく市場井高野店

## その他

### 日本郵便
- 〒533-0001[3]（集配局：東淀川郵便局[11]）